# Xazade Maomé
Xazade Maomé (em turco otomano: Şehzade Mehmed; 1521-1543) foi um príncipe otomano (xazade), filho do sultão Solimão, o Magnífico e de Roxelana. Ele foi designado para governar em Manisa depois que seu irmão Xazade Mustafá foi enviado para Amásia.